# Abas (Schriftsteller)
Abas war ein antiker Historiker, der das Werk Troika (Τροικά) verfasste. Ein Fragment dieses Werkes wird vom Vergil-Kommentator Servius (zu Aeneis 9,264) überliefert. Eduard Schwartz hielt es für unwahrscheinlich, dass dieser Abas mit dem gleichnamigen, vom byzantinischen Lexikon Suda erwähnten Sophisten identisch ist.

## Ausgabe
- Karl Müller: Fragmenta historicorum Graecorum  (FHG), 4,278.
- Felix Jacoby: Die Fragmente der griechischen Historiker (FGrH) 46.